# Primeira fase da Copa Sul-Americana de 2024
A primeira fase da Copa Sul-Americana de 2024 foi disputada entre 5 e 7 de março de 2024. Um total de 32 equipes provenientes de Bolívia, Chile, Colômbia, Equador, Paraguai, Peru, Uruguai e Venezuela competiram para 16 das 32 vagas na fase de grupos.
Assim como na edição anterior, as equipes se enfrentam em jogos eliminatórios de partidas únicas. Em caso de igualdade após os 90 minutos, a vaga seria definida em disputa por pênaltis.

## Resultados
| Chave | Equipe 1                  | Total       | Equipe 2               |
| ----- | ------------------------- | ----------- | ---------------------- |
| BOL1  | Universitario de Vinto    | 0–2         | Nacional Potosí        |
| BOL2  | Real Tomayapo             | 0–0 (4–3 p) | Jorge Wilstermann      |
| CHI1  | Everton                   | 0–1         | Unión La Calera        |
| CHI2  | Universidad Católica      | 0–2         | Coquimbo Unido         |
| COL1  | Deportes Tolima           | 0–0 (2–4 p) | Independiente Medellín |
| COL2  | Alianza                   | 2–1         | América de Cali        |
| ECU1  | Deportivo Cuenca          | 2–5         | Delfín                 |
| ECU2  | Técnico Universitario     | 0–3         | Universidad Católica   |
| PAR1  | Guaraní                   | 0–1         | Sportivo Luqueño       |
| PAR2  | Sportivo Ameliano         | 2–0         | Olimpia                |
| PER1  | Deportivo Garcilaso       | 0–0 (4–3 p) | ADT                    |
| PER2  | Universidad César Vallejo | 2–0         | Sport Huancayo         |
| URU1  | Montevideo Wanderers      | 0–1         | Danubio                |
| URU2  | Racing                    | 2–0         | Cerro Largo            |
| VEN1  | Carabobo                  | 1–1 (4–5 p) | Metropolitanos         |
| VEN2  | Rayo Zuliano              | 0–0 (4–2 p) | Deportivo La Guaira    |

Todas as partidas seguem o horário local.

### Chave BOL1
| 6 de março    | Universitario de Vinto | 0 – 2     | Nacional Potosí                  | Estádio Félix Capriles, Cochabamba        |
| 18:00 (UTC−4) |                        | Relatório | Callejo 6' · Cristaldo 87' (pen) | Público: 1 496 Árbitro: VEN Ángel Arteaga |

### Chave BOL2
| 5 de março    | Real Tomayapo | 0 – 0     | Jorge Wilstermann | Estádio IV Centenario, Tarija |
| 18:00 (UTC−4) |               | Relatório |                   | Árbitro: PER Kevin Ortega     |

|                                              |       | Penalidades                                |  |
| Graneros Tomianovic Cantillo Noble Hernández | 4 – 3 | Nahuelpán Cardozo Castillo Esparza Chiatti |  |

### Chave CHI1
| 6 de março    | Everton | 0 – 1     | Unión La Calera | Estádio El Teniente, Rancagua               |
| 19:00 (UTC−3) |         | Relatório | Ferreyra 83'    | Público: 1 348 Árbitro: BRA Paulo Zanovelli |

### Chave CHI2
| 5 de março    | Universidad Católica | 0 – 2     | Coquimbo Unido                          | Estádio Municipal, Concepción               |
| 19:00 (UTC−3) |                      | Relatório | Canales 52' (g.c.) · Johansen 87' (pen) | Público: 9 009 Árbitro: BRA Bráulio Machado |

### Chave COL1
| 5 de março    | Deportes Tolima | 0 – 0     | Independiente Medellín | Estádio Manuel Murillo Toro, Ibagué         |
| 21:00 (UTC−5) |                 | Relatório |                        | Público: 12 444 Árbitro: URU Andrés Matonte |

|                                 |       | Penalidades                       |  |
| Guzmán Hurtado Lucumí Hernández | 2 – 4 | L. Chaverra Lima Peralta Monsalve |  |

### Chave COL2
| 6 de março    | Alianza                 | 2 – 1     | América de Cali  | Estádio Metropolitano, Barranquilla       |
| 21:00 (UTC−5) | Batalla 21' · Colpa 48' | Relatório | C. Barrios 90+6' | Público: 85 Árbitro: URU Esteban Ostojich |

### Chave ECU1
| 6 de março    | Deportivo Cuenca   | 2 – 5     | Delfín                                                        | Estádio Banco Guayaquil, Quito             |
| 19:30 (UTC−5) | Becerra 69', 90+3' | Relatório | Angulo 9', 59' · Gariglio 30' · Oyola 41' · Fratta 74' (g.c.) | Público: 2 046 Árbitro: CHI Manuel Vergara |

### Chave ECU2
| 7 de março    | Técnico Universitario | 0 – 3     | Universidad Católica        | Estádio Bellavista, Ambato                  |
| 21:00 (UTC−5) |                       | Relatório | Díaz 3', 47' · Cifuente 11' | Público: 9 190 Árbitro: COL Jhon Hinestroza |

### Chave PAR1
| 6 de março    | Guaraní | 0 – 1     | Sportivo Luqueño | Estádio Defensores del Chaco, Assunção |
| 21:30 (UTC−3) |         | Relatório | Fernández 87'    | Público: 7 325 Árbitro: CHI Piero Maza |

### Chave PAR2
| 7 de março    | Sportivo Ameliano          | 2 – 0     | Olimpia | Estádio Defensores del Chaco, Assunção       |
| 21:30 (UTC−3) | González 27' · Samudio 31' | Relatório |         | Público: 18 746 Árbitro: BRA Flávio de Souza |

### Chave PER1
| 5 de março    | Deportivo Garcilaso | 0 – 0     | ADT | Estádio Inca Garcilaso de la Vega, Cusco   |
| 19:30 (UTC−5) |                     | Relatório |     | Público: 8 413 Árbitro: ECU Augusto Aragón |

|                                       |       | Penalidades                         |  |
| Chicaiza Cuero Gómez Gonzáles Erustes | 4 – 3 | Cedrón Da Silva Rambal Gamero Rojas |  |

### Chave PER2
| 7 de março    | Universidad César Vallejo | 2 – 0     | Sport Huancayo | Estádio Mansiche, Trujillo      |
| 19:30 (UTC−5) | Vélez 71' · Mena 78'      | Relatório |                | Árbitro: ECU Guillermo Guerrero |

### Chave URU1
| 6 de março    | Montevideo Wanderers | 0 – 1     | Danubio      | Estádio Parque Alfredo Víctor Viera, Montevidéu |
| 21:30 (UTC−3) |                      | Relatório | Fracchia 55' | Público: 2 072 Árbitro: PAR Carlos Benítez      |

### Chave URU2
| 7 de março    | Racing                    | 2 – 0     | Cerro Largo | Estádio Centenario, Montevidéu           |
| 19:00 (UTC−3) | Sosa 24' · Verón Lupi 79' | Relatório |             | Público: 1 402 Árbitro: PAR Juan Benítez |

### Chave VEN1
| 5 de março    | Carabobo           | 1 – 1     | Metropolitanos | Estádio Misael Delgado, Valencia       |
| 20:30 (UTC−4) | J. Ortiz 64' (pen) | Relatório | C. Ortiz 7'    | Público: 1 126 Árbitro: BOL Ivo Méndez |

|                                             |       | Penalidades                           |  |
| F. Flores Lujano González J. Ortiz Apaolaza | 4 – 5 | Lucena Garcés Cuero R. Flores Bareiro |  |

### Chave VEN2
| 7 de março    | Rayo Zuliano | 0 – 0     | Deportivo La Guaira | Estádio Brígido Iriarte, Caracas        |
| 18:00 (UTC−4) |              | Relatório |                     | Público: 1 065 Árbitro: BOL Gery Vargas |

|                            |       | Penalidades                      |  |
| L. Paz Castro Y. Paz Faría | 4 – 2 | Arias Castellano Gutiérrez Parra |  |